# Adenosma
Adenosma é um género botânico pertencente à família Plantaginaceae. Tradicionalmente este gênero era classificado na família das Scrophulariaceae.

## Espécies
Apresenta 26 espécies confirmadas:
- Adenosma annamense T.Yamaz.
- Adenosma bilabiata (Roxb.) Merr.
- Adenosma bracteosum Bonati
- Adenosma buchneroides Bonati
- Adenosma caeruleum R.Br.
- Adenosma camphoratum Hook.f.
- Adenosma cordifolium Bonati
- Adenosma debilis Bonati
- Adenosma elsholtzioides T.Yamaz.
- Adenosma glutinosum (L.) Druce
- Adenosma hirsutum (Miq.) Kurz
- Adenosma indianum (Lour.) Merr.
- Adenosma inopinatum Prain
- Adenosma macrophyllum Benth.
- Adenosma malabaricum Hook.f.
- Adenosma microcephalum Hook.f.
- Adenosma muelleri Benth.
- Adenosma nelsonioides (Miq.) Hallier f. ex Bremek.
- Adenosma ovatum (Benth.) Benth.
- Adenosma papuana Schltr.
- Adenosma punctata Pennell
- Adenosma ramosum Bonati
- Adenosma retusilobum P.C.Tsoong & T.L.Chin
- Adenosma subrepens Benth. ex Hook.f.
- Adenosma ternata Pennell
- Adenosma thorelii Bonati